# Bernardo I di Brunswick-Lüneburg
Bernardo I di Brunswick-Lüneburg (tra il 1358 ed il 1364 – Celle, 11 giugno 1434) Duca di Brunswick-Lüneburg, resse diversi principati del Brunswick-Lüneburg.
Nella genealogia della Casata dei Guelfi, è considerato il primo membro della Seconda Casata di Lüneburg.

## Biografia
Bernardo era il secondo figlio del duca Magnus II di Brunswick-Lüneburg e sua moglie Caterina di Anhalt-Bernburg. Alla morte del padre nel 1373, egli ed il fratello si accordarono con la casata degli Ascanidi, duchi di Sassonia-Wittenberg per alternarsi nel governo del Principato di Lüneburg. Dal 1375 in poi, Bernardo prese parte al governo de jure, e dal 1385 de facto.
Dopo che il fratello maggiore Federico fu assassinato nel 1400, Bernardo e suo fratello Enrico iniziarono una campagna di vendetta contro l'Arcivescovo di Magonza e il Conte di Waldeck, dal momento che lo stesso arcivescovo era stato reputato uno dei mandanti dell'assassinio, e il Conte di Waldeck il suo esecutore.
Dopo la morte di Federico, Bernardo ed Enrico governarono il Principato di Brunswick assieme; in un trattato del 1409, Bernardo ricevette il solo governo su Brunswick. Dopo un secondo trattato del 1428, Bernardo ottenne invece il Principato di Lüneburg.

## Matrimonio e discendenza
Bernardo sposò Margherita, figlia di Venceslao di Sassonia, nel 1386, da cui ebbe tre figli:
- Ottone IV (morto nel 1446), Duca di Brunswick-Lüneburg.
- Federico  (1418 - 1478), Duca di Brunswick-Lüneburg.
- Caterina (morta nel 1429), sposò il duca Casimiro V di Pomerania.

## Ascendenza
|                                           |                                |                                            | Genitori                             |  |  | Nonni |  |  | Bisnonni                         |  |  | Trisnonni                       |  |
|                                           |                                |                                            |                                      |  |  |       |  |  | Alberto II di Brunswick-Lüneburg |  |  | Alberto I di Brunswick-Lüneburg |  |
|                                           |                                |                                            |                                      |  |  |       |  |  | Alberto II di Brunswick-Lüneburg |  |  | Alberto I di Brunswick-Lüneburg |  |
|                                           |                                | Adelaide del Monferrato                    |                                      |  |  |       |  |  | Alberto II di Brunswick-Lüneburg |  |  |                                 |  |
| Magnus I di Brunswick-Wolfenbüttel        |                                |                                            |                                      |  |  |       |  |  | Alberto II di Brunswick-Lüneburg |  |  |                                 |  |
|                                           |                                | Rixa di Werle                              | Enrico I di Werle                    |  |  |       |  |  |                                  |  |  |                                 |  |
|                                           |                                | Rixa di Werle                              | Enrico I di Werle                    |  |  |       |  |  |                                  |  |  |                                 |  |
|                                           |                                | Rixa di Werle                              | Rikissa Birgersdotter                |  |  |       |  |  |                                  |  |  |                                 |  |
| Magnus II di Brunswick-Wolfenbüttel       |                                | Rixa di Werle                              |                                      |  |  |       |  |  |                                  |  |  |                                 |  |
|                                           |                                | Enrico I, Margravio di Brandeburgo-Stendal | Giovanni I, Margravio di Brandeburgo |  |  |       |  |  |                                  |  |  |                                 |  |
|                                           |                                | Enrico I, Margravio di Brandeburgo-Stendal | Giovanni I, Margravio di Brandeburgo |  |  |       |  |  |                                  |  |  |                                 |  |
|                                           |                                | Enrico I, Margravio di Brandeburgo-Stendal | Jutta di Sassonia                    |  |  |       |  |  |                                  |  |  |                                 |  |
| Sofia di Brandeburgo                      |                                | Enrico I, Margravio di Brandeburgo-Stendal |                                      |  |  |       |  |  |                                  |  |  |                                 |  |
|                                           |                                | Agnese di Baviera                          | Ludovico II del Palatinato           |  |  |       |  |  |                                  |  |  |                                 |  |
|                                           |                                | Agnese di Baviera                          | Ludovico II del Palatinato           |  |  |       |  |  |                                  |  |  |                                 |  |
|                                           |                                | Agnese di Baviera                          | Matilde d'Asburgo                    |  |  |       |  |  |                                  |  |  |                                 |  |
| Caterina Elisabetta di Brunswick-Lüneburg |                                | Agnese di Baviera                          |                                      |  |  |       |  |  |                                  |  |  |                                 |  |
|                                           | Bernardo II di Anhalt-Bernburg | Bernardo I di Anhalt-Bernburg              |                                      |  |  |       |  |  |                                  |  |  |                                 |  |
|                                           | Bernardo II di Anhalt-Bernburg | Bernardo I di Anhalt-Bernburg              |                                      |  |  |       |  |  |                                  |  |  |                                 |  |
|                                           | Bernardo II di Anhalt-Bernburg | Sofia di Danimarca                         |                                      |  |  |       |  |  |                                  |  |  |                                 |  |
| Bernardo III di Anhalt-Bernburg           | Bernardo II di Anhalt-Bernburg |                                            |                                      |  |  |       |  |  |                                  |  |  |                                 |  |
|                                           |                                | Elena di Rügen                             | Vitislav II di Rügen                 |  |  |       |  |  |                                  |  |  |                                 |  |
|                                           |                                | Elena di Rügen                             | Vitislav II di Rügen                 |  |  |       |  |  |                                  |  |  |                                 |  |
|                                           |                                | Elena di Rügen                             | Agnese di Brunswick-Lüneburg         |  |  |       |  |  |                                  |  |  |                                 |  |
| Caterina di Anhalt-Bernburg               |                                | Elena di Rügen                             |                                      |  |  |       |  |  |                                  |  |  |                                 |  |
|                                           |                                | Rodolfo I di Sassonia-Wittenberg           | Alberto II di Sassonia               |  |  |       |  |  |                                  |  |  |                                 |  |
|                                           |                                | Rodolfo I di Sassonia-Wittenberg           | Alberto II di Sassonia               |  |  |       |  |  |                                  |  |  |                                 |  |
|                                           |                                | Rodolfo I di Sassonia-Wittenberg           | Agnese d'Asburgo                     |  |  |       |  |  |                                  |  |  |                                 |  |
| Agnese di Sassonia                        |                                | Rodolfo I di Sassonia-Wittenberg           |                                      |  |  |       |  |  |                                  |  |  |                                 |  |
|                                           |                                | Jutta del Brandeburgo                      | Ottone V di Brandenburgo-Salzwedel   |  |  |       |  |  |                                  |  |  |                                 |  |
|                                           |                                | Jutta del Brandeburgo                      | Ottone V di Brandenburgo-Salzwedel   |  |  |       |  |  |                                  |  |  |                                 |  |
|                                           |                                | Jutta del Brandeburgo                      | Jutta di Hennenberg                  |  |  |       |  |  |                                  |  |  |                                 |  |
|                                           |                                | Jutta del Brandeburgo                      |                                      |  |  |       |  |  |                                  |  |  |                                 |  |